# Акустический волновод
Акустический волновод — участок среды, ограниченный в одном или двух направлениях стенками или другими средами, в результате чего устраняется или уменьшается расхождение волн в стороны, поэтому распространение звука вдоль участка происходит с меньшим ослаблением, нежели в неограниченной однородной среде.

## Типы
Искусственные акустические волноводы — обычно трубы, ограниченные звуконепроницаемыми стенками (например, органные трубы, вентиляционные каналы, туннели).
Естественные акустические волноводы — обычно слои среды: например, для низких частот звука океан представляет собой волновод в виде слоя воды, ограниченного с одной стороны грунтом, а с другой — свободной поверхностью воды. Акустический волновод может быть также образован вертикальной слоистой неоднородностью среды (например, подводный звуковой канал в океане): волны, пересекающие под малыми углами слой, в котором скорость звука имеет минимальное значение, заворачивают к нему обратно в результате рефракции в смежных слоях с бо́льшей скоростью звука, как бы отражаясь от этих слоев (см. Гидроакустика). В отличие от труб, в которых звук распространяется прямолинейно (вдоль оси трубы), звук в слое может также распространяться в виде цилиндрически расходящихся или сходящихся волн.

## Свойства
Единственный вид волн, распространяющихся в акустических волноводах без изменения своей структуры,— нормальные волны (моды). В простейшем случае распространения звука в однородной непоглощающей среде, заполняющей слой или трубу прямоугольного сечения, нормальная волна представляет собой гармоническую волну, бегущую (однородная нормальная волна) или экспоненциально затухающую (неоднородная нормальная волна) вдоль волновода, и синусоидальную стоячую волну в поперечном направлении. При данной частоте нормальные волны образуют бесконечный дискретный набор волн, различающихся фазовой скоростью и числом узловых линий звукового поля в поперечном направлении: каждой нормальной волне приписывают номер, равный числу этих линий.
В акустическом волноводе со слоисто-неоднородной средой, как в искусственных, так и в естественных, также существуют дискретные наборы нормальных волн с аналогичными свойствами. При слоистой неоднородности среды, заполняющей волновод, стоячая волна в поперечном направлении уже не будет синусоидальной, но нормальные волны по-прежнему можно нумеровать по числу узловых линий в поперечном сечении. Дисперсионные свойства естественных акустических волноводов обычно существенно отличаются от дисперсионных свойств однородных волноводов.
Твердотельные акустические волноводы обычно ограничены свободными границами (стержни, пластины). Нормальные волны в таких акустических волноводах образованы как сдвиговыми волнами горизонтальной (параллельной границе раздела) поляризации, так и совместно распространяющимися продольными и сдвиговыми волнами вертикальной поляризации, преобразующимися друг в друга при отражениях на границах. Набор таких нормальных волн богаче, чем в жидких акустических волноводах. В частности, в них возможны нормальные волны с комплексными волновыми числами.
В ультразвуковой технологии твердотельными акустическими волноводами называют также всякие устройства (стержни, концентраторы) для передачи колебательной энергии на некоторое расстояние от источника или для введения колебательной энергии в какую-либо среду.